# Direktna metoda prizme
Direktna metoda prizme za određivanje indeksa prelamanja se nameće kao neophodnost u sistemima koje karakterišu izuzetno velike vrednosti ove veličine.
Naime, stakla od kojih se izrađuju elementi kod refraktometra po pravilu nemaju indeks prelamanja veći od n=1.80, pa se takvim uređajima ne mogu određivati indeksi prelamanja veći od ove vrednosti.
Eksperiment zahteva preciznu izradu pravougle trostrane prizme sa izuzetno dobro obrađenim i poliranim površinama. Ukoliko se obezbedi da zrak pada normalno na stranicu prizme, standardna jednačina prelamanja se transformiše u oblik: {\displaystyle n=n(\lambda )={\frac {\sin \left(\delta +\varphi \right)}{\sin \varphi }}}
gde ugao δ predstavlja ugao skretanja prelomljenog zraka upadnog snopa, a φ ugao prizme.
Relacija ukazuje da se određivanje indeksa prelamanja svodi na određivanje ugla prizme i merenja ugla skretanja. Pri ovome treba imati u vidu da maksimalni ugao prelamanja φ+δ može biti π/2 jer za veće vrednosti zrak ne napušta prizmu u datoj tački.